# Cuterebra lutzi
Cuterebra lutzi är en tvåvingeart som beskrevs av Bau 1930. Cuterebra lutzi ingår i släktet Cuterebra och familjen styngflugor. Inga underarter finns listade i Catalogue of Life.